# Wilhelm Ostwald
Wilhelm Ostwald (lettisk: Vilhelms Ostvalds, født 2. september 1853 i Riga i Russiske Kejserrige, død 4. april 1932 i Leipzig i Tyskland) var en tyskbaltisk kemiker og Nobelprismodtager (1909), samt opfinderen af Ostwalds fortyndingslov.

## Liv og karriere
Han blev student i Dorpat i 1872, amanuensis hos fysikprofessor sammesteds, Arthur Joachim von Öttingen i 1875 og docent i 1877. 1881 blev han professor i kemi ved Polytechnikum i Riga og 1887 professor i fysisk kemi i Leipzig. I 1878 tog han doktorgraden i kemi.
Ostwald udmærkede sig allerede i Dorpat ved sine studier, som prægedes af flid og originalitet, især Volumchemische Studien (1878) og Studien zur chemischen Dynamik (1883-85). Takket være Svante Arrhenius fangedes hans opmærksomhed af den nære forbindelse mellem syrers ledningsevne for elektricitet og deres evne til at skabe kemiske reaktioner. Hans arbejder rettedes en lang tid næsten udelukkende om dette forhold. Hertil hører værker som Elektrochemische Studien (1885-87), Affinitätsgrössen organischer Säuren (1889) og Die Farbe der Jonen (1892). Nær dette område ligger tillige hans Studien zur Kontaktelektricität (1887) og andre arbejde angående "droppelektroder".
I 1890-erne rettedes Ostwalds interesse i stigende omfang mod kundskabsteoretiske og filosofiske spørgsmål. I sit skrift Die Überwindung des wissenschaftlichen Materialismus (1895) hævdede han, at atomer, molekyler og materier er unødvendige metafysiske begreber. Den mekanistiske naturopfattelse ville han derfor erstatte med en udvidet termodynamik, som han kaldte energetik. I 1908 modificerede han dog sin lære, efter som han var blevet overbevist om molekylernes eksistens.
Ostwald er tillige kendt for sin lærebog Lehrbuch der allgemeinen Chemie (første oplag 1885-88; andet oplag 1891) og tidsskriftet Zeitschrift für physikalische Chemie, som han startede i 1887, nominelt sammen med Jacobus Henricus van 't Hoff. I sin lærebog, som næsten helt savnede forgængere, samlede og bearbejdede han kritisk datidens materiale inden for den fysiske kemi.
Tidsskriftet samlede de tidligere spredte tiltag inden for forskningen på dette område og var også omtalt for Ostwalds kritik i tidsskriftets referatafdeling. Ostwald havde den store lykke at få tidskriftet til at fra dettes første bind at formidle teorierne om fortyndede opløsninger og den elektrolytiske dissociation, hvilke revolutionerede den fysiske kemi. Ostwalds virksomhed fik stor betydning for de da nye synspunkters hastige udbredelse. I 1894 stiftede Ostwald "Deutsche elektrochemische Gesellschaft", hvis formand han var frem til 1898.
1901 overraskede Ostwald ved at oprette tidsskriftet Annalen der Naturphilosophie. 1902 udgav han sine Vorlesungen der Naturphilosophie, som fulgtes af et stort antal populærfilosofiske arbejder. Han opfandt tillige i 1904 en metode til at oxidere ammoniak til salpetersyre ved katalyse. Samme år udkom hans Malerbriefe.
Han foranledigedes af alle disse omstændigheder, som ledte ham væk fra hans egentlige virksomhed, til at i 1906 afstå fra sit undervisningsarbejde i Leipzig, hvor efter han slog sig ned i Gross-Bothen nogle mil syd for denne by. Han var der yderst produktiv litterært. Under sin livstid nåede han at skrive 45 bøger, cirka 500 artikler og næsten 5.000 anmeldelser inden for vidt forskellige emner samt at redigere seks tidsskrifter.

### Farvestudier
Efter 1915 anvendte Ostwald sin tid overvejende mod teoretiske og eksperimentelle farvestudier. Disse farvestudier ledte til et system for farvers systematisering, som ligger til grund for alle senere.

## Hædersbevisninger
For sine fortjenester vedrørende kemiens udvikling modtog han i 1909 Nobelprisen i kemi.
Han var medlem i et stort antal videnskabelige selskaber, blandt andet Vetenskapsakademien i Stockholm og i 1906 blev han medlem af Det kongelige danske Videnskabernes Selskab.

## Leder af Monistenbund
Fra 1911 var han efter Haeckel leder af det tyske Monistenbund rettet mod de tyske statskirker og udøvede som sådan en omfattende propagandistisk virksomhed.

## Forfatterskab
- Volumchemische Studien (1878),
- Studien zur chemischen Dynamik (1883—85)
- Elektrochemische Studien (1885—87)
- Affinitätsgrössen onganischer Säuren (1889)
- Lehrbuch der allgemeinen Chemie (1. oplag 1885—87, 2. oplag 1891)
- Die Farbe der Ionen (1892)
- Elektrochemie, Ihre Geschichte und Lehre (1896)
- Grundriss der Allgemeinen Chemie, Dritte Auflage, Leipzig, Verlag von Wilhelm Engelmann (1899) (tysk)
- Vorlesungen der Naturphilosophie (1902)
- Die wissenschaftlichen Grundlagen der analytischen Chemie (3. oplag 1901)
- Der Werdegang einer Wissenschaft (1907),
- Die Energie (1908),
- Grosse Männer (1909),
- Die Förderung des Tages (1910)

### Tidsskrifter
- Zeitschrift f. physikalische Chiemie (1887ff, redaktør til bind 101)
- Annalen der Naturphilosophie (1901ff)
- Vorlesungen der Naturphilosophie (1902ff)
- Monistische Sonntagspredigten (redaktør fra 1911)